# San Esteban (Peñamellera Baja)
San Esteban ist ein Dorf in der Gemeinde Peñamellera Baja der autonomen Region Asturien. San Esteban ist zehn Kilometer entfernt von Panes, dem Verwaltungssitz der Gemeinde.

## Geographie
San Esteban mit seinen 12 Einwohnern (Stand 2011) liegt auf 278 m über NN.

## Feste
Viele Veranstaltungen das ganze Jahr über.

## Klima
Der Sommer ist angenehm mild, aber auch sehr feucht. Der Winter ist ebenfalls mild und nur in den Hochlagen streng.
Temperaturen im Februar 2007 3–9 °C
Temperaturen im August 2007 19–25 °C